# Artă generativă

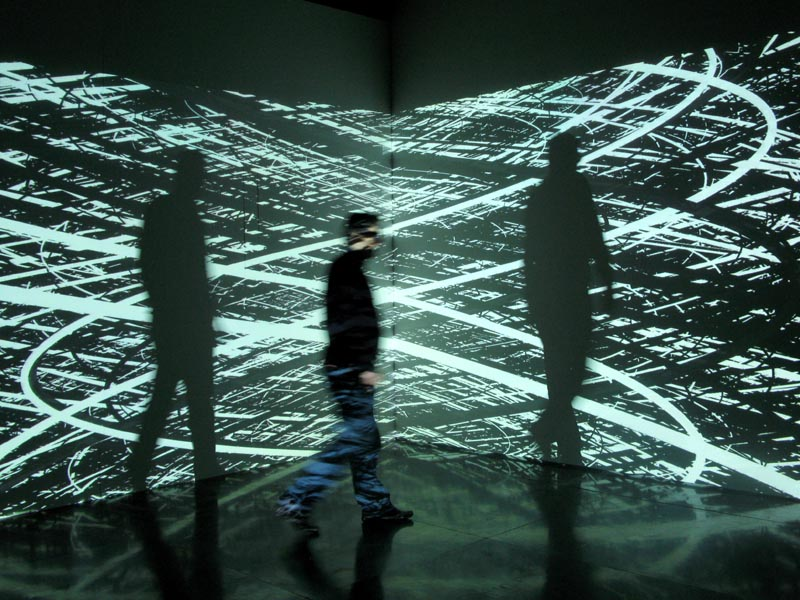
Vedere de instalare a Irrational Geometrics 2008 de Pascal Dombis

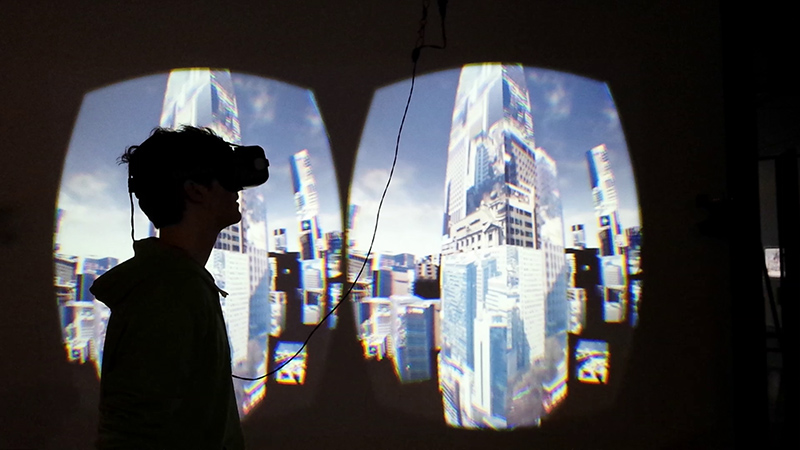
Instalare bazată pe teleprezență 10.000 Moving Cities, 2016 de Marc Lee

Arta generativă se referă la arta care a fost creată, în întregime sau în parte, cu ajutorul unui sistem autonom. Un sistem autonom în acest context este în general unul care nu este de natură umană și poate determina independent caracteristici ale unei opere de artă care, în mod obișnuit, ar necesita decizii luate direct de artist. În unele cazuri, creatorul uman poate susține că sistemul generativ reprezintă propria idee artistică, iar în altele că sistemul preia rolul de creator.
Termenul de „artă generativă” se referă adesea la arta algoritmică (opera de artă generată de computer, determinată algoritmic) și mediile sintetice (termen general pentru orice mediu generat algoritmic), dar artiștii o pot realiza și folosind sisteme din chimie, biologie, mecanică și robotică, materiale inteligente, manuale, randomizare, matematică, cartografiere a datelor, simetrie, tiling și multe altele.

## Istorie
Utilizarea cuvântului „generativ” în discuțiile despre artă s-a dezvoltat în timp. Utilizarea „ADN-ului artificial” definește o abordare generativă a artei axată pe construcția unui sistem capabil să genereze evenimente imprevizibile, toate având un caracter comun recunoscut. Utilizarea sistemelor autonome, solicitată de unele definiții contemporane, se concentrează pe o abordare generativă în care controlul este minimizat. Această abordare este denumită și „emergentă”. Margaret Boden și Ernest Edmonds au remarcat folosirea termenului de „artă generativă” în contextul larg al graficii automate pe calculator în anii 1960, începând cu lucrările de artă expuse de Georg Nees și Frieder Nake în 1965. A. Michael Noll a realizat primele sale opere de artă pe calculator, combinând aleatoriul cu ordinea, în 1962, și le-a expus împreună cu lucrările lui Bell Julesz în 1965.
„Termenii de „artă generativă” și „artă pe calculator” au fost utilizați împreună și mai mult sau mai puțin interschimbabil chiar de la început.”
Prima astfel de expoziție a prezentat lucrările lui Nees în februarie 1965, despre care unii afirmă că a avut titlul „Generative Computergrafik” În timp ce Nees însuși nu-și amintește, acesta a fost titlul tezei sale de doctorat publicată câțiva ani mai târziu. Titlul corect al primei expoziții și catalog a fost „computer-grafik”. Termenul "arta generativă" și termeni conexi au fost în uz comun și de alți artiști de calculatoare din acea perioadă timpurie, inclusiv Manfred Mohr și Ken Knowlton. Vera Molnár (născută în 1924) este o artistă din media franceză de origine maghiară. Molnár este considerată în mod larg un pionier al artei generative și este, de asemenea, una dintre primele femei care au folosit calculatoarele în practica sa artistică. Termenul "Generative Art", cu sensul de sisteme de operă dinamice capabile să genereze mai multe evenimente artistice, a fost folosit clar pentru prima dată în cadrul conferinței "Generative Art" din Milano în 1998.
Termenul a fost folosit și pentru a descrie arta abstractă geometrică în care elemente simple sunt repetate, transformate sau variate pentru a genera forme mai complexe. Astfel definită, arta generativă a fost practicată de artiștii argentinieni Eduardo Mac Entyre și Miguel Ángel Vidal la sfârșitul anilor 1960. În 1972, românul Paul Neagu a creat Grupul de Artă Generativă în Marea Britanie. Grupul era populat exclusiv de Neagu folosind aliasuri precum „Hunsy Belmood” și „Edward Larsocchi”. În 1972, Neagu a susținut o prelegere intitulată „Forme de artă generativă” la Queen's University, Festivalul de la Belfast.
În 1970, Școala Institutului de Artă din Chicago a creat un departament numit Generative Systems. După cum a descris Sonia Landy Sheridan, accentul era pus pe practicile artistice care foloseau tehnologiile noi de atunci pentru captarea, transferul între mașini, imprimarea și transmiterea imaginilor, precum și explorarea aspectului timpului în transformarea informațiilor vizuale. De asemenea, este demn de menționat John Dunn, mai întâi student și apoi colaborator al lui Sheridan,
În 1988 Clauser a identificat aspectul autonomiei sistemice ca element critic în arta generativă:
„Ar trebui să fie evident din descrierea de mai sus a evoluției artei generative că procesul (sau structurarea) și schimbarea (sau transformarea) sunt printre caracteristicile sale cele mai definitorii, și că aceste caracteristici și însuși termenul 'generative' implică dezvoltare dinamică și mișcare.

(rezultatul) nu este o creație a artistului, ci mai degrabă produsul procesului generativ - o structură auto-precipitantă.”
În 1989, Celestino Soddu a definit abordarea de Design Generativ în Arhitectură și Proiectare Urbană în cartea sa „Citta' Aleatorie”.
În 1989, Franke se referea la "matematica generativă" ca la "studierea operațiilor matematice potrivite pentru generarea de imagini artistice."
De la mijlocul anilor 1990 , Brian Eno a popularizat termenii de muzică generativă și sisteme generative, făcând o legătură cu muzica experimentală anterioară a lui Terry Riley, Steve Reich și Philip Glass.
De la sfârșitul secolului al XX-lea, comunități de artiști, designeri, muzicieni și teoreticieni generativi au început să se întâlnească, formând perspective interdisciplinare. Prima întâlnire despre arta generativă a avut loc în 1998, la prima conferință internațională de artă generativă la Universitatea Politecnico di Milano din Italia..În Australia, conferința Iterate despre sisteme generative în artele electronice a avut loc în 1999. Discuțiile online s-au concentrat în jurul listei de corespondență eu-gene, care a început la sfârșitul anului 1999 și a găzduit o mare parte din dezbaterea care a definit domeniul. Aceste activități au fost ulterior completate de conferința Generator.x de la Berlin, începând cu 2005. În 2012, noul jurnal GASATHJ, Generative Art Science and Technology Hard Journal, a fost fondat de Celestino Soddu și Enrica Colabella, adunând mai mulți artiști și oameni de știință generativi în consiliul editorial, împreună cu mai mulți artiști generativi și oameni de știință în comitetul editorial.
Unii au argumentat că, ca rezultat al acestei implicări în diverse domenii, comunitatea a ajuns la un înțeles comun al termenului. După cum au afirmat Boden și Edmonds în 2011:
„Astăzi, termenul "Artă Generativă" este încă în uz în cadrul comunității artistice relevante. Începând cu anul 1998, s-au organizat o serie de conferințe în Milano cu acest titlu (Generativeart.com), iar Brian Eno a avut o influență semnificativă în promovarea și utilizarea metodelor de artă generativă (Eno, 1996). Atât în muzică, cât și în arta vizuală, utilizarea termenului s-a concentrat acum asupra lucrărilor produse prin activarea unui set de reguli, unde artistul permite unui sistem informatic să preia cel puțin parte din procesul de luare a deciziilor (desigur, artistul stabilește regulile).”
În apelul conferințelor de Artă Generativă din Milano (anual începând din 1998), definiția Artei Generative de Celestino Soddu este:
„Arta Generativă este ideea realizată ca cod genetic al evenimentelor artificiale, ca construcție a unor sisteme complexe dinamice capabile să genereze variații nesfârșite. Fiecare Proiect Generativ este un concept-software care funcționează producând evenimente unice și irepetabile, cum ar fi muzica sau obiectele 3D, ca expresii posibile și variate ale ideii generatoare puternic recunoscute ca o viziune aparținând unui artist / designer / muzician / arhitect / matematician.”
Discuția despre lista de corespondență eu-gene a fost încadrată de următoarea definiție a lui Adrian Ward din 1999:
„Arta generativă este un termen atribuit lucrărilor care se bazează pe procesele implicate în producerea unei opere de artă, de obicei (cu toate că nu strict) automate prin utilizarea unei mașini sau a unui calculator, sau prin utilizarea instrucțiunilor matematice sau pragmatice pentru a defini regulile conform cărora aceste opere de artă sunt realizate.”
O definiție similară este furnizată de Philip Galanter:
„Arta generativă se referă la orice practică artistică în care artistul creează un proces, cum ar fi un set de reguli de limbaj natural, un program de calculator, o mașină sau altă invenție procedurală, care apoi este pusă în mișcare cu un anumit grad de autonomie, contribuind sau rezultând într-o operă de artă finalizată.”

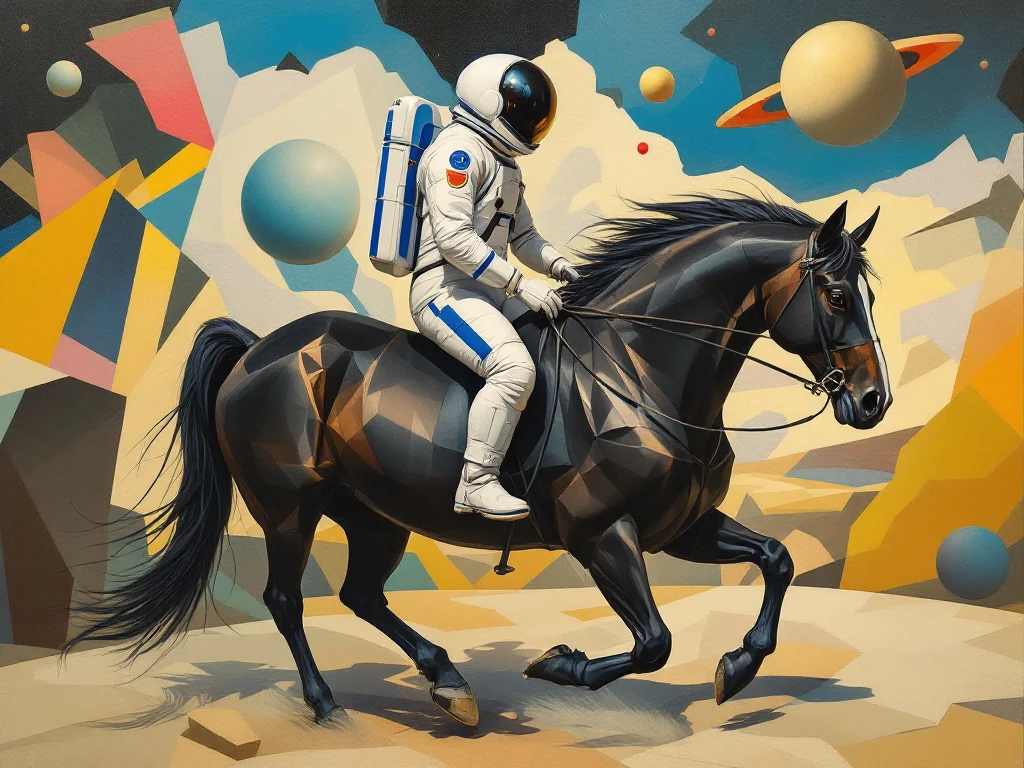
O imagine generată de Flux folosind prompt-ul „un astronaut călare pe un cal, de Picasso și Juan Gris”. Modelele de imagine generative sunt pricepute în a imita stilul vizual al anumitor artiști din setul lor de antrenament, provocând critici din partea unor artiști care se opun generării în masă a imitațiilor stilului lor fără permisiunea lor.

În jurul anilor 2020, modelele de inteligență artificială generativă au învățat să imite stilul distinct al anumitor autori. De exemplu, un model de imagine generativă, cum ar fi Stable Diffusion, este capabil să modeleze caracteristicile stilistice ale unui artist precum Pablo Picasso (inclusiv pensulele sale specifice, utilizarea culorilor, perspectiva, etc.), iar un utilizator poate să formuleze o cerere precum "un astronaut călare pe un cal, de Picasso" pentru a determina modelul să genereze o imagine nouă aplicând stilul artistului la un subiect arbitrar. Modelele generative de imagini au fost criticate în mod semnificativ de către artiști care se opun imitării stilului lor fără permisiunea lor, susținând că aceasta le afectează capacitatea de a obține profit din propriile lor lucrări.

## Tipuri

### Muzică
Musikalisches Würfelspiel („Jocul de zaruri muzical”) de Johann Kirnberger din 1757 este considerat un exemplu timpuriu al unui sistem generativ bazat pe aleatoriu. Zarurile erau folosite pentru a selecta secvențe muzicale dintr-un set numerotat de fraze compuse anterior. Acest sistem oferea un echilibru între ordine și dezordine. Structura se baza pe un element de ordine, pe de o parte, și dezordine, pe de altă parte.
Fugii lui J.S. Bach ar putea fi considerată generativă, în sensul în care există un proces strict subiacent urmat de compozitor. În mod similar, serialismul urmează proceduri stricte care, în unele cazuri, pot fi configurate pentru a genera compoziții întregi cu intervenție umană limitată.
Compozitori precum John Cage, :13–15Manualul fermierilor, și Brian Eno:133 au folosit sisteme generative în lucrările lor.

### Artă vizuala
Artistul Ellsworth Kelly a creat picturi folosind operațiuni aleatorii pentru a atribui culori într-o grilă. De asemenea, a creat lucrări pe hârtie pe care ulterior le-a tăiat în benzi sau pătrate, reasamblându-le folosind operațiuni aleatorii pentru a determina amplasarea.

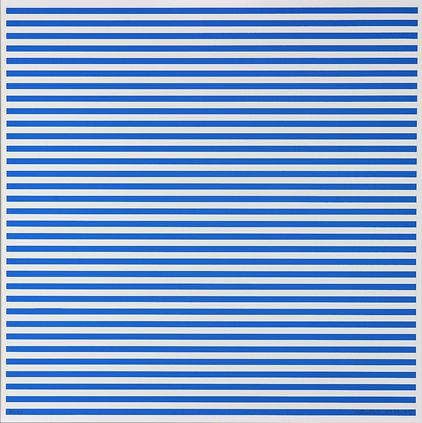
Album de 10 serigrafii pe 10 ani, de François Morellet, 2009

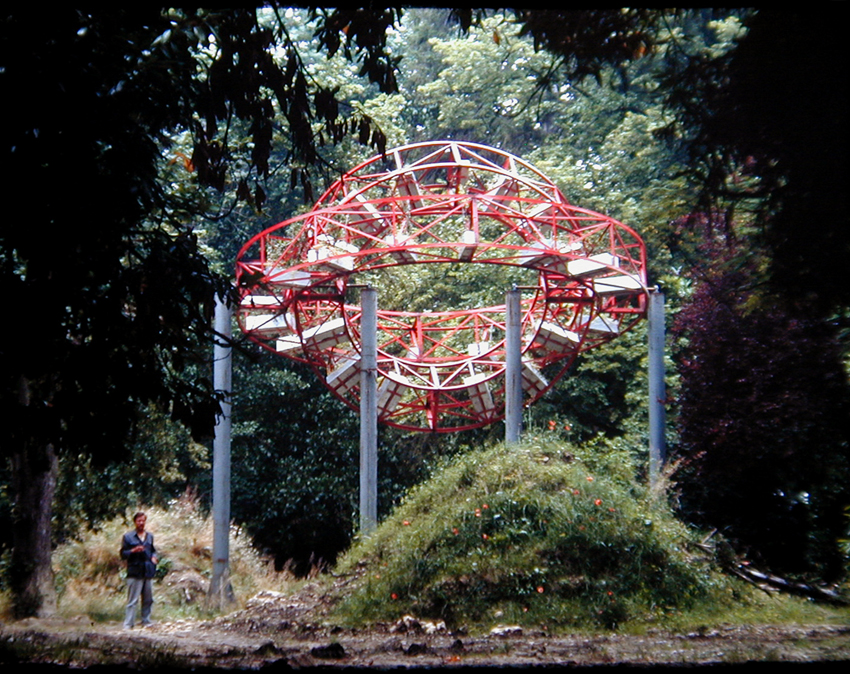
Iapetus, de Jean-Max Albert, 1985

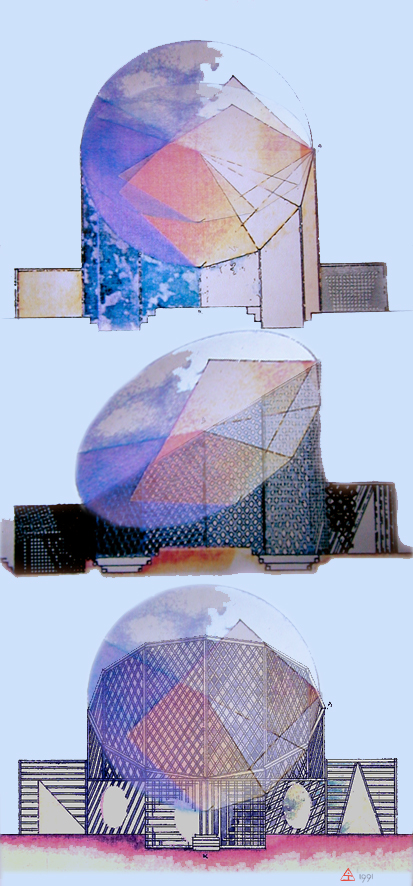
Monumentul Calmodulinei, de Jean-Max Albert, 1991

Artiști precum Hans Haacke au explorat procesele sistemelor fizice și sociale în context artistic. François Morellet a utilizat atât sisteme extrem de ordonate, cât și sisteme extrem de dezordonate în operele sale. Unele dintre picturile sale prezintă sisteme regulate de linii radiale sau paralele pentru a crea modele Moiré. În alte lucrări el a folosit operații întâmplătoare pentru a determina colorarea grilelor. Sol LeWitt a creat arta generativă sub formă de sisteme exprimate în limbaj natural și sisteme de permutare geometrică. Sistemul AARON al lui Harold Cohen este un proiect de lungă durată care combină inteligența artificială software cu dispozitive robotizate de pictură pentru a crea artefacte fizice. Steina și Woody Vasulka sunt pionieri ai artei video care au folosit feedback-ul video analogic pentru a crea artă generativă. Feedback-ul video este acum citat ca un exemplu de haos determinist, iar explorările timpurii ale Vasulkas au anticipat știința contemporană cu mulți ani. Sistemele software care exploatează calcularea evolutivă pentru a crea forme vizuale includ cele create de Scott Draves și Karl Sims. Artistul digital Joseph Nechvatal a exploatat modele de contagiune virală. Autopoiesis de Ken Rinaldo include cincisprezece sculpturi muzicale și robotizate care interacționează cu publicul și își modifică comportamentele atât pe baza prezenței participanților, cât și a celorlalți. :144–145Jean-Pierre Hebert și Roman Verostko sunt membri fondatori ai Algorists, un grup de artiști care își creează proprii algoritmi pentru a crea artă. A. Michael Noll, de la Bell Telephone Laboratories, Incorporated, a programat arta computerizată folosind ecuații matematice și aleatorie programată, începând cu 1962. Artistul francez Jean-Max Albert, pe lângă sculpturi de mediu precum Iapetus, și O=C=O, a dezvoltat un proiect dedicat vegetației în sine, în ceea ce privește activitatea biologică. Proiectul Calmoduline Monument se bazează pe proprietatea unei proteine, calmodulina, de a se lega selectiv de calciu. Constrângerile fizice exterioare (vânt, ploaie etc.) modifică potențialul electric al membranelor celulare ale unei plante și, în consecință, fluxul de calciu. Cu toate acestea, calciul controlează expresia genei calmodulinei. Astfel, planta poate, atunci când există un stimul, să își modifice modelul de creștere "tipic". Așadar, principiul de bază al acestei sculpturi monumentale este că, în măsura în care aceste semnale pot fi preluate și transportate, ele pot fi mărite, traduse în culori și forme, și să arate "deciziile" plantei sugerând un nivel de activitate biologică fundamentală.
Maurizio Bolognini lucrează cu mașini generative pentru a aborda preocupările conceptuale și sociale. Mark Napier este un pionier în cartografierea datelor, creând lucrări bazate pe fluxurile de zero și unu din traficul Ethernet, ca parte a proiectului "Carnivore". Martin Wattenberg a dus această temă mai departe, transformând "seturi de date" atât de diverse precum partiturile muzicale (în "Shape of Song", 2001) și editările Wikipedia (History Flow, 2003, cu Fernanda Viegas) în compoziții vizuale dramatice. Artistul canadian San Base a dezvoltat un algoritm de "pictură dinamică" în 2002. Utilizând algoritmi de calculator ca "pensule", Base creează imagini sofisticate care evoluează în timp pentru a produce o operă de artă fluidă și mereu diferită.
Din 1996 au existat generatoare de ambigrame care generează automat ambigrame.
Compozitorul italian Pietro Grossi, pionier al muzicii pe computer din 1986a extins experimentele sale și la imagini (același procedeu utilizat în opera sa muzicală), precis la grafică pe calculator, scriind programe cu decizii automate specifice și dezvoltând conceptul de HomeArt, prezentat pentru prima dată în expoziția New Atlantis: continentul muzicii electronice organizată de Bienala de la Veneția în 1986.
Unii artiști contemporani care creează opere de artă vizuală generativă sunt Daniel Shiffman, Zachary Lieberman, Golan Levin, Ben Fry și Giles Whitaker (artist).

### Artă Software
Pentru unii artiști, interfețele grafice pentru utilizatori și codurile de calculator au devenit o formă de artă independentă în sine. Adrian Ward a creat Auto-Illustrator ca un comentariu asupra software-ului și a metodelor generative aplicate artei și designului.

### Arhitectură
În 1987, Celestino Soddu a creat ADN-ul artificial al orașelor medievale italiene, capabil să genereze modele 3D nesfârșite ale orașelor identificabile ca aparținând ideii.
În 2010, Michael Hansmeyer a generat coloane arhitecturale într-un proiect numit "Subdivided Columns – A New Order (2010)". Lucrarea a explorat modul în care simplul proces de subdiviziune repetată poate crea modele arhitecturale elaborate. În loc să proiecteze direct coloane, Hansmeyer a conceput un proces care producea automat coloane. Procesul putea fi rulat din nou și din nou cu parametri diferiți pentru a crea permutări nesfârșite. Permutările nesfârșite pot fi considerate o caracteristică distinctivă a designului generativ.

### Literatură
Scriitori precum Tristan Tzara, Brion Gysin și William Burroughs au folosit tehnica decupării pentru a introduce randomizarea în literatură ca sistem generativ. Jackson Mac Low a produs poezie asistată de calculator și a folosit algoritmi pentru a genera texte; Philip M. Parker a scris un software pentru a genera automat cărți întregi. Jason Nelson a folosit metode generative cu software de conversie a vorbirii în text pentru a crea o serie de poeme digitale din filme, televiziune și alte surse audio.
La sfârșitul anilor 2010, autorii au început să experimenteze cu rețele neuronale antrenate pe seturi mari de date lingvistice. ReRites de la David Jhave Johnston este un exemplu timpuriu de poezie generată de inteligență artificială editată de oameni.

### Codare live
Sistemele generative pot fi modificate în timp ce funcționează, de exemplu, folosind medii interactive de programare precum SuperCollider, Fluxus și TidalCycles, inclusiv medii de corecție precum Max/MSP, Pure Data și vvvv. Aceasta este o abordare obișnuită în programarea de către artiști, dar poate fi folosită și pentru a crea muzică și/sau video live prin manipularea sistemelor generative pe scenă, o practică de performanță cunoscută sub numele de codare live. Ca și în cazul multor exemple de artă software, deoarece codarea live subliniază mai degrabă autoritatea umană decât autonomia, aceasta poate fi considerată în opoziție cu arta generativă.

### Blockchain
În 2020, Erick „Snowfro” Calderon a lansat platforma Art Blocks pentru a combina ideile de artă generativă și blockchain, cu lucrări de artă rezultate create ca NFT-uri pe blockchain-ul Ethereum. Una dintre inovațiile cheie ale artei generative create în acest mod este că tot codul sursă și algoritmul pentru crearea artei trebuie să fie finalizate și plasate pe blockchain permanent, fără posibilitatea de a le modifica ulterior. Doar atunci când lucrarea este vândută ("minted"), lucrarea de artă este generată; rezultatul este aleatoriu, dar ar trebui să reflecte estetica generală definită de artist. Calderon susține că acest proces forțează artistul să fie foarte atent la algoritmul din spatele artei:
„Până în prezent, un artist [generativ] ar crea un algoritm, apăsa tasta spațiu de 100 de ori, ar alege cinci dintre cele mai bune și le-ar imprima în calitate înaltă. Apoi le-ar încadra și le-ar pune într-o galerie. Poate. Deoarece Art Blocks forțează artistul să accepte fiecare rezultat al algoritmului ca fiind propria lor piesă semnată, artistul trebuie să se întoarcă și să ajusteze algoritmul până când este perfect. Nu pot alege doar rezultatele bune. Acest lucru ridică nivelul execuției algoritmice, deoarece artistul creează ceva de care știe că este mândru înainte chiar de a ști ce va ieși la final.”

## Teorii

### Philip Galanter
În cea mai citată teorie a artei generative, în 2003 Philip Galanter descrie sistemele artei generative în contextul teoriei complexității. Este citată în special noțiunea de complexitate efectivă a lui Murray Gell-Mann și Seth Lloyd. În această perspectivă, atât arta generativă extrem de ordonată, cât și cea extrem de dezordonată pot fi considerate simple. Arta generativă extrem de ordonată minimizează entropia și permite compresia maximă a datelor, iar arta generativă extrem de dezordonată maximizează entropia și nu permite o compresie semnificativă a datelor. Arta generativă maximal complexă îmbină ordinea și dezordinea într-un mod similar vieții biologice, și, de fapt, metodele inspirate biologic sunt cele mai frecvent utilizate pentru a crea artă generativă complexă. Acest punct de vedere este în contradicție cu părerile anterioare influențate de teoria informațiilor ale lui Max Bense și Abraham Moles, în care complexitatea în artă crește odată cu dezordinea.
Galanter remarcă, de asemenea, că, având în vedere utilizarea simetriei vizuale, a modelului și a repetiției de cele mai vechi culturi cunoscute, arta generativă este la fel de veche ca și arta în sine. De asemenea, abordează echivalența greșită de către unii, care consideră că arta bazată pe reguli este sinonimă cu arta generativă. De exemplu, unele arte se bazează pe reguli de restricție care interzic utilizarea anumitor culori sau forme. Astfel de arte nu sunt generative, deoarece regulile de restricție nu sunt constructive, adică, în sine, ele nu afirmă ce trebuie făcut, ci doar ceea ce nu poate fi făcut.

### Margaret Boden și Ernest Edmonds
În articolul lor din 2009, Margaret Boden și Ernest Edmonds sunt de acord că arta generativă nu trebuie să fie restrânsă la cea realizată cu ajutorul computerelor și că unele forme de artă bazate pe reguli nu sunt generative. Ei dezvoltă un vocabular tehnic care include Ele-art (arta electronică), C-art (arta pe computer), D-art (arta digitală), CA-art (arta asistată de calculator), G-art (arta generativă), CG-art (arta generativă bazată pe computer), Evo-art (arta bazată pe evoluție), R-art (arta robotică), I-art (arta interactivă), CI-art (arta interactivă bazată pe computer) și VR-art (arta realității virtuale).